# نیکولسک (شهرستان یانائولسکی، باشقیرستان)
نیکولسک (انگلیسی: Nikolsk, Yanaulsky District, Republic of Bashkortostan) یک شهرک در شهرستان یانائولسکی استان باشقیرستان کشور روسیه است.